# Portugál irodalom
A portugál az újlatin irodalmak közt a legifjabb és Portugáliának úgy fekvésénél mint csekély népességénél fogva leginkább ki volt téve az idegen hatásoknak. A P. első korszaka (a XIV. sz.-ig) a provençal műköltészet. Második korszaka (a XVI. sz. elejéig) a spanyol irodalom; harmadik korszaka (a XVIII. sz. közepéig) olasz klasszikai és a drámában spanyol művek; negyedik és ötödik korszaka pedig (a XVIII. sz. közepétől napjainkig) eleintén a francia klasszicizmus s később az angol és a német irodalom hatása alatt állott. A nemzeti irodalmat főként lágy, áradozó szentimentalizmus és melankolikus borongás jellemzi.

## A portugál irodalom kialakulása
- Fejlődése francia, spanyol, olasz hatás alatt bontakozott ki. Legrégebbi írásos emléke a 15. századból származik.
- Francia hatásra gazdag népköltészet alakult ki, melynek vezető műfaja a cancionero. További műfajok: szentek legendái, lovagtörténetek.

## A 15. – 16. században
- A drámairodalom képviselője: Gil Vicente (1470–1536).
- A portugál reneszánsz legkiemelkedőbb személyisége: Luís Vaz de Camões /vagy Luís Vaz Camoens (1524–1580).[1]

## A 17. században
- Újra megerősödik a spanyol hatás, a gongorizmus.
- Az új stílus kialakítói: Melos (1608–1666), Marina Alcoforados (1640–1723).

## A 18. században
- A francia klasszicizmus hatása, a tudós – tanító irodalom eszméje érvényesült, fontos képviselő Barbarosa de Bocaque (1766–1805).

## A 19. században

### Aromantikaképviselői
- Almeida Garrett (1799–1854)
- A. Harculano (1810–1877)
- A. Feliciano de Castilho

### Arealizmusképviselői – a coimbrai iskola (1860 után)
- J. De Deus Ramos (1830–1897)
- A. De Quental (1824–1891)
- Teófilo Braga (1843–1924)
- José Maria Eça de Queirós (1845–1900): a leghíresebb portugál novellista, a kritikai realizmus alakja, a modern portugál regény megteremtője.

## A 20–21. században
- Szimbolizmus: T. De Pascoaes (1877–1952)
- Futurizmus: C. Pessanha (1867–1926) (Coimbra, 7 de setembro de 1867 – Macau, 1º de Março de 1926)
- Fernando Pessoa (1888–1935) – portugál költő, további művésznevei: Ricardo Reis, Alberto Caeiro, Alvaro Campos. Legfontosabb művei: Kálvária – szonettfüzér, Angol szonettek – szonettfüzér.
- José Saramago (1922–2010): a legismertebb mai portugál prózaíró